# Bretons voetbalelftal (mannen)
Het Bretons voetbalelftal is een team van voetballers dat Bretagne vertegenwoordigt bij internationale wedstrijden. Bretagne is geen lid van de FIFA, de UEFA of de CENF en is dus uitgesloten van deelname voor het WK en het EK.

## Interlands
| Datum            | Plaats       | Thuis     | Uit               | Uitslag |
| ---------------- | ------------ | --------- | ----------------- | ------- |
| 12 maart 1922    | Rennes       | Bretagne  | Luxemburg         | 2 - 0   |
| 11 februari 1923 | Luxembourg   | Luxemburg | Bretagne          | 1 - 4   |
| 11 november 1923 | Rennes       | Bretagne  | Noorwegen         | 1 - 5   |
| 23 maart 1924    | Rennes       | Bretagne  | Luxemburg         | 1 - 1   |
| 22 februari 1925 | Luxembourg   | Luxemburg | Bretagne          | 1 - 1   |
| 30 december 1988 | Brest        | Bretagne  | Verenigde Staten  | 6 - 2   |
| 21 mei 1998      | Rennes       | Bretagne  | Kameroen          | 1 - 1   |
| 20 mei 2008      | Saint-Brieuc | Bretagne  | Congo-Brazzaville | 3 - 1   |

## Bekende (oud-)bondscoaches
- Jean-Louis Lamour en Marc Rastoll (1987-1988)
- Georges Eo en Réné Le Lamer (1997-1998)
- Serge Le Dizet (1999-heden)

## Bekende (oud-)spelers
| - Pierre-Yves André - Patrick Colleter - Serge Le Dizet - Christian Gourcuff - Yoann Gourcuff |  | - Julien Lachuer - Yann Lachuer - Nicolas Laspalles - Paul Le Guen - Laurent Viaud |